# قائمة المناطق البيئية في مصر
هذه قائمة بالمناطق البيئية الموجودة في مصر، بحسب ما أورده الصندوق العالمي للطبيعة.

## المناطق البيئية الأرضية

### المنطقة القطبية الشمالية القديمة

#### غابات البحر الأبيض المتوسط، والغابات، والأحراش
- غابات البحر الأبيض المتوسط الجافة والسهوب

#### الصحاري والأحراش الجافة
- سهوب وغابات شمال الصحراء الكبرى
- صحراء البحر الأحمر الساحلية
- الصحراء الكبرى
- سهوب وغابات جنوب الصحراء الكبرى
- غابات تبستي جبل العوينات الجافة

#### المراعي والسافانا المغمورة بالمياه
- سافانا دلتا النيل المغمورة بالمياه
- النباتات الملحية الصحراوية

## المناطق البيئية للمياه العذبة
- الساحل الجاف
- مصر السفلي
- دلتا النيل
- ساحل البحر الأحمر
- المغرب العربي المؤقت

## المناطق البيئية البحرية
- البحر الشامي
- شمال ووسط البحر الأحمر